# فرانك ميلر
فرانك ميلر (بالإنجليزية: Frank Miller) مخرج أفلام وكاتب ورسام قصص مصورة أمريكي ولد في (27 يناير 1957), ألف العديد من القصص والروايات المصورة مثل عودة فارس الظلام و باتمان:السنة الأولى ورونين و مدينة الخطيئة و 300 , كما أنه أخرج أفلام منها مدينة الخطيئة.

## وصلات خارجية
- الموقع الرسمي
- الأعمال الكاملة لفرانك ميلر
- فرانك ميلر على موقع IMDb (الإنجليزية)
- فرانك ميلر على موقع الموسوعة البريطانية (الإنجليزية)
- فرانك ميلر على موقع مونزينجر (الألمانية)
- فرانك ميلر على موقع ألو سيني (الفرنسية)
- فرانك ميلر على موقع ميوزك برينز (الإنجليزية)
- فرانك ميلر على موقع تيرنر كلاسيك موفيز (الإنجليزية)
- فرانك ميلر على موقع أول موفي (الإنجليزية)
- فرانك ميلر على موقع بوكس أوفيس موجو (الإنجليزية)
- فرانك ميلر على موقع قاعدة بيانات الأفلام السويدية (السويدية)
- فرانك ميلر على موقع إن إن دي بي (الإنجليزية)
- فرانك ميلر على مشروع الدليل المفتوح